# Пехотна щурмова значка
Пехотната щурмова значка (на немски: Infanterie Sturmabzeichen) е немска военна награда. Учредена е на 20 декември 1939 г. от главнокомандващия на армията Валтер фон Браухич.

## Критерии
Критериите за получаване на значката са следните:
1. Получателят трябва да е част от пехотен, гренадирски, стрелкови или планински стрелкови полк;
2. Трябва да е участвал в офанзивни пехотни действия, на фронтовата линия, въоръжен с пехотно леко стрелково оръжие;
3. В три различни дни.

## История
Терминът „щурмова“ включва пехотни атаки, контраатаки, въоръжени разузнавателни патрули и близък или ръкопашен бой. Получаването на наградата обикновено е оторизирано на ниво командир на полк или по-високо. Първите награди са връчени на 28 май 1940 г. По време на символична церемония генерал фон Браухич награждава офицер и редови войник.
За дизайн на значката има няколко предложения, но е избран този на C.E.Juncker от Берлин. Представлява венец от дъбови листа, в горния край е разположена емблема подобна на тази на Вермахта показваща националния символ - орела, със свити криле стъпил върху свастика. Диагонално, преминаваща през центъра, от долния десен до горния ляв ъгъл се намира изобразена пушка Маузер Karabiner 98k‎ със сложен байонет – стандартно оръжие на германския пехотинец.
Значката е висока 6,3 см, широка 4,9 см и е покрита със сребрист цвят. Има вертикално разположена игла в задната част, която служи за прикрепяне към лявата страна на униформата.
Значката е произвеждана в голям брой и от различни фирми. Няма значителни отклонения от дизайна, но използваните материали се различават при някои производители.
На 1 юни 1940 г. е учредена нова версия на значката този път с бронзов цвят. Тази версия е връчвана на моторизирана и механизирана пехота.
Сребърната и бронзовата версии на пехотната щурмова значка са въведени отново през 1957 г. съгласно условията заложени в Ordens-Gesetz. В тази версия са премахнати орела и свастиката оставяйки само венеца с пушката и байонета.